# Henrik Stehlik
Henrik Stehlik (n. 29 decembrie 1980, Salzgitter, Germania) este un sportiv german, medaliat olimpic. A participat la 3 ediții ale Jocurilor Olimpice (2004, 2008, 2012) în care a câștigat o medalie de bronz.